# Raúl Entrerríos
Raúl Entrerríos Rodriguez (ur. 12 lutego 1981 roku w Gijón) – hiszpański piłkarz ręczny, reprezentant kraju. Występuje na pozycji środkowego rozgrywającego. W 2005 roku zdobył złoty medal mistrzostw świata.
Jego bratem jest inny piłkarz ręczny, reprezentant Hiszpanii – Alberto Entrerríos.
Podczas Igrzysk Olimpijskich 2008 w Pekinie zdobył brązowy medal olimpijski.
Od sezonu 2010/2011 występuje w Lidze ASOBAL, w drużynie FC Barcelony.

## Sukcesy

### klubowe
- 2002: puchar Króla
- 2002, 2003: superpuchar Hiszpanii
- 2010: brązowy medal mistrzostw Hiszpanii
- 2011: mistrzostwo Hiszpanii
- 2011, 2015: Liga Mistrzów
- 2014: brązowy medal Ligi Mistrzów

### reprezentacyjne
- 2005: mistrzostwo Świata
- 2006: wicemistrzostwo Europy
- 2008: brązowy medal olimpijski
- 2013: mistrzostwo Świata
- 2016: wicemistrzostwo Europy
- 2018: mistrzostwo Europy
- 2020: mistrzostwo Europy

## Wyróżnienia
- Najlepszy środkowy rozgrywający sezonu 2009/2010 w Lidze ASOBAL[2].
- Najlepszy środkowy rozgrywający sezonu 2010/11 w Lidze ASOBAL.